# 福星小子角色列表
本條目列出日本漫畫《福星小子》及其改編作品中的登場角色。
各角色配音員順序如下：日本1981年版動畫配音員；日本2022年版動畫配音員；香港亞視（1984年版）配音員，香港亞視（1990年版）配音員，香港快圖美錄影帶版配音員，台灣版1981年版（於衛視中文台和台視播放，由富國錄音製作配音），台灣版2022年版（於台灣ANIMAX播放）。

## 主角
諸星當（Ataru Moroboshi）
配音員：古川登志夫（日本，1981年版）；神谷浩史（日本，2022年版）；葉少榮（香港，1984年版、1990年版）；林保全（香港，快圖美版）；正昇（台灣，1981年版）；蔣鐵城（台灣，2022年版）
本作品的男主角。友引高中2年4班学生(连载初期是1年4班)。极端喜欢女性，只要见到年輕或貌美的女性，不論對方是人是妖或是幽靈就會立即上前搭訕。有超人的体力和耐力，復元能力極高，因此就算是多次受到拉姆的電擊、櫻的飛腿、三宅忍的飛桌、面堂終太郎的劍擊和錯亂僧的臉嚇也能安然無恙。被认为是宇宙之中的烦恼之主宰。最擅长偽装术，当然只有本人自认完美。因為出生的时候遇上很多不吉祥的事情，所以才被错乱僧认为是世界上最倒霉的人；不过本人对此并不在意。
暱稱「阿當」，港版譯成「諸事當」。诸星当这个名字取自日本著名棒球运动员江川卓的弟弟江川中。
拉姆（Lum）
配音員：平野文（日本，1981年版）；上坂堇（日本，2022年版）；雷碧娜（香港，1984年版）；陸惠玲（香港，1990年版）；曾秀清（香港，代配）；呂佩玉（台灣，1981年版）；穆宣名（台灣，2022年版）
本作品的女主角。外星人的領袖的女兒，擁有徒手飛術和發電的超能力。打扮非常暴露，因為和諸星當比試鬼抓人（抓住兩支角）時，在最後期限之內被搶去胸圍露點，一時大意讓對方趁機抓住兩支角，在鬼抓人比賽結束時誤解諸星當的言行，以為對方打算娶她為妻而服輸。隨後喜歡上諸星當，並留在地球上生活。並喜歡親密地稱呼諸星當為「達令」（ダーリン）。然而對方的花心常常惹她生氣，因此阿當經常遭受拉姆的電擊制裁。偏愛極辣口味的料理，做的料理非常辣，討厭大蒜，吃梅子（梅乾或酸梅）會醉。
港版譯成「阿琳」，台灣譯作「拉姆」。雖對讀者介紹是說似日本的鬼的外星人，但實際原型是日本的雷神。

## 同班同學
三宅忍（Shinobu Miyake）
配音員：島津冴子（日本，1981年版）；內田真禮（日本，2022年版）；林錦燕（香港，1984年版）；朱妙蘭（香港，1990年版）；陳惠卿（台灣，1981年版）；林美秀（台灣，2022年版）
留着座敷童子髮型的純情派少女，和诸星当青梅竹马兼同班（友引高中2年4班）同学，拥有怪力，但总自称柔弱女子，富有善良心。
而她的名字则来自於最初連載時的《少年Sunday周刊》编辑三宅克，兩人姓名的日語讀法相同。港譯：阿秀、珠珠。
面堂終太郎（Shuutarou Mendou）
配音員：神谷明（日本，1981年版）；宮野真守／大地葉【童年】（日本，2022年版）；黃志成（香港，1984年版）；陳永信（香港，1990年版）；魏伯勤（台灣，1981年版）；何志威（台灣，2022年版）
诸星当同班（友引高中2年4班）同学，除了家境富有、长得帅、功课好、极受女生欢迎之外，其实性格和诸星当是一样的人，同时也是诸星当的死敌；但通常都特別倒楣。從小就有“幽閉恐惧症”，只要被關在黑暗空間裏就會狂叫：「好黑！好暗！好可怕！」
在臺灣動畫版中被改名“唐泰宗”（與唐代君主唐太宗諧音），港版譯成「面太郎」。「面堂」一詞在日文中與「面倒」（「麻煩」、「trouble」之義）同音。終太郎跟他妹妹"了子"，名字在字面上都帶有「結束」、“完结”或「末代」的意思。
藤波龍之介（Ryuunosuke Fujinami）
配音員：田中真弓（日本，1981年版）；高垣彩陽（日本，2022年版）；吳小藝（香港，1990年版）
诸星当的同班（友引高中2年4班）同学。虽然是女生，但是被其父从小作为男生培养。拥有高强的武艺，梦想成为真正的女生。胸部豐滿，令班上的女生自嘆不如，卻沒穿過胸罩，纏着裹胸布。

## 拉姆親衛隊
- 眼鏡（Megane）（CV：千葉繁 (JP)、佐藤節二 (JP 2022)）

诸星当同班（友引高中2年4班）同学，亲卫队队长。眼镜本名叫智（サトシ，Satoshi），原作漫畫僅是路人但在动画升格成主要角色。他富有激情的演说，给无数的观众留下了深刻的印象。
- 金髮（Perma）（CV：村山明(JP)、高橋伸也 (JP 2022)）

诸星当同班（友引高中2年4班）同学，亲卫队成员。个子高，动画中是一头金色的头发。本名叫白井浩介（白井コースケ，Kosuke）。
- 矮子（Chibi）（CV：二又一成 (JP)、阪口大助 (JP 2022)）

诸星当同班（友引高中2年4班）同学，亲卫队成员。个子矮小，胆子也小。喜欢骑单车。本名叫明（アキラ，Akira）。
- 胖子（Kakugari）（CV：野村信次 (JP)、奧村翔 (JP 2022)）

诸星当同班（友引高中2年4班）同学，亲卫队成员。本名叫弘幸（ヒロユキ，Hiroyuki）。

## 拉姆的親友
- 拉姆的父親（ラムの父）（CV：沢りつお(JP) / 小山力也 (JP 2022) / 周永坤 (HK-ATV-1)、戴偉光 (HK-ATV-2)）

拉姆的父親。外星人，造型是日本傳說故事的鬼，虎皮裝且長角。身軀龐大，膚色黝黑，鬼族的大王。怕老婆，曾因為飯不夠吃而吃掉太太的菜而被趕出家門。
- 拉姆的母親（ラムの母）（CV：山田禮子(JP) / 平野文 (JP 2022) / 陶碧儀(HK-ATV-2)）

拉姆的母親，穿著虎皮旗袍。家中的地位比她的丈夫還要高。不會說地球人的語言，說出來的話語都以麻將牌來表示（拉姆的名字以白中發呈現），但在母星時對話則用關西腔表現。
- 小天（CV：杉山佳壽子(JP) / 悠木碧 (JP 2022) / 林錦燕(HK-ATV-2)）

拉姆的表弟，会飞和喷火。有個消防員的母親，经常被诸星当欺负。吃梅子（梅乾或酸梅）會醉，不會游泳，偏愛年長的女性，奉行“不和小孩來往主義（但有喜歡小天的幼稚園女孩真子）”。
- 小天的母親（テンの母）（CV：橫澤啟子→勝生真沙子(JP)）/ 龍寶鈿(HK-ATV-2)

小天的母親，拉姆的阿姨，身穿日本江戶時代的消防裝，手持消防隊的旗印(日文稱為纏)是位消防隊長(日文的火消)。非常年輕，完全看不出是一個孩子的媽媽。非常痛恨縱火魔，只要讓她看到這種人，會馬上送他下地獄，所以小天非常害怕她。
- 雷易（CV：玄田哲章(JP) / 小西克幸 (JP 2022) / 陳永信(HK-ATV-1)）

臺灣動畫版譯為“小雷”。与拉姆同族，并和拉姆定有婚约，最后拉姆不能忍受雷易的性格而取消婚约。长得非常帅，但是有时会变成牛。非常非常爱吃东西，不愛说话，说出两个字以上的话就被认为非常不可思议。穿著虎皮連身衣，從腳掌一路包覆至頸部以下，这是鬼星男性特有的服装。
- 小蘭／阿亂（ラン，Ran）（CV：井上瑤→小宮和枝(JP) / 花澤香菜 (JP 2022) / 李宛鳳(TW) / 林錦燕(HK-ATV-1)、吳小藝(HK-ATV-2)）

拉姆的童年好友兼仇人，具有双重人格。喜欢雷易，一直以为拉姆要和她抢雷易。她是拉姆在行星小学的同学，來到地球後入讀友引高中2年7班化名為「蘭」，企圖向拉姆報復。擁有只要對男性接吻就能吸取對方精氣的能力，報復時唯一的目標為阿當。
- 弁天（CV：三田友子(JP) / 石上靜香 (JP 2022) / 陶碧儀(HK-ATV-2)）

拉姆的童年好友，也是拉姆在行星小学的同学，是壞女孩一名，喜歡飈車和打架。穿鐵製比基尼，一直掛在身上的鎖鏈，其實是家裏的鑰匙。是拉姆的朋友中最講義氣的一個。在危機時刻，總是能冷靜想出解決的方案，十分靠得住。名字取自七福神的弁財天。
- 阿雪（Oyuki）（CV：小原乃梨子(JP) / 早見沙織 (JP 2022) / 陶碧儀(HK-ATV-1)）

臺灣動畫版譯為“小雪”。拉姆的童年好友，也是拉姆在行星小学的同学，性格貪財，很會做生意，走到哪裏都帶着賬本，在錢的方面不會寬容任何朋友，可以只為了一點打工費就把小蘭／阿亂封在冰塊裏不管。被小蘭／阿亂和弁天評價為“冷血大奸商”、“超合金打造的鐵公雞”。是個雪女，能冰封對手，也是海王星女王。可以弄出異次元通道，到達宇宙的任何地方。

## 其他人物
- 諸星當的父親（あたるの父）（CV：緒方賢一(JP) / 古川登志夫 (JP 2022) / 李學儒(HK-ATV-1)、陸頌愚(HK-ATV-2)）

諸星當的父親。
- 諸星當的母親（あたるの母）（CV：佐久間夏生(JP) / 戶田惠子 (JP 2022) / 余秀明(HK-ATV-1)、曾秀清／黃鳳英(HK-ATV-2)）

諸星當的母親。
- 藤波龍之介的父親（竜之介の父）（CV：安西正弘(JP TV版)、大川透(JP OVA版) / 千葉繁 (JP 2022)）

藤波龍之介的父親。
- 潮渡渚（しおわたりなぎさ）

藤波龍之介的未婚夫。
- 終太郎與了子的父親（終太郎・了子の父）（CV：麥人(JP) / 井上和彥(JP 2022)）

面堂終太郎與面堂了子的父親，面堂終太郎與面堂了子尊稱為「父親大人」。
- 終太郎與了子的母親（終太郎・了子の母）（CV：坪井章子(JP) / 井上喜久子 (JP 2022)）

面堂終太郎與面堂了子的母親，面堂終太郎與面堂了子尊稱為「母親大人」。
不太習慣搭乘當代的交通工具，所以出遠門時都固定搭乘牛車或者家族祖傳的日式轎子。
- 面堂祖父（面堂の祖父）（CV：北村弘一(JP) / 岩崎博 (JP 2022)）

面堂終太郎與面堂了子的祖父。
- 錯亂僧〔，又名「櫻桃」（チェリー；Cherry）〕（CV：永井一郎(JP) / 高木涉 (JP 2022)，黃子敬(HK-ATV-1)、周永坤(HK-ATV-2)）

自称「日本最强」的灵能力者。总是莫名其妙出现。特技是衝浪、瑜珈。錯乱的日語發音和櫻相近，坊除了和尚的意思外，也有另一義為小孩。所以自稱小名櫻桃。
- 櫻花（Sakura）（CV：鷲尾真知子(JP) / 澤城美雪 (JP 2022)、余秀明(HK-ATV-1)、陶碧儀(HK-ATV-2)）

错乱僧的外甥女，友引高中的保健医生，同时还是一名无照巫女。和雷易一样，都拥有恐怖的食量。力氣很大，是個怪力女，尾津乃燕的未婚妻。
- 尾津乃燕（尾津乃（おづの） つばめ，Ozuno Tsubame）（CV：井上和彥(JP) / 櫻井孝宏(JP 2022)）

櫻花的未婚夫。作為西洋驅魔師，卻經常為了生計「兼職」驅逐其他妖怪。法術並不是很高明，錯亂僧只給了他「及格」的評價。
- 被爐貓（コタツネコ）（CV：西村朋紘(JP)）

由一只冤死的猫的灵魂所化成，喜歡待在被爐裡。据说是《福星小子》中最强的生物。被"超渡"後成了校長室的常客，和校長一起喝茶，巡視校園。
- 面堂了子（面堂 了子，Ryoko Mendou）（CV：小山茉美(JP) / 井上麻里奈 (JP 2022)，吳小藝(HK-ATV-2)）

面堂終太郎的妹妹。經常会做出一些可怕的事情。腹黑代表。就讀於私立清廉女子大學附屬女子中學校，喜歡調皮搗蛋，還利用諸星當來對付哥哥終太郎，從小就喜歡戲弄飛麿。身邊有一支絕對服從於她的黑子部隊隨扈。
- 克拉瑪（クラマ，Kurama）（CV：吉田理保子(JP) / 水樹奈奈 (JP 2022)）

克拉瑪星的天狗女王，源義經的女兒。為了让諸星當改掉花心的习惯，使出了各種手段，但都因阿當屢教不改而宣告失敗。原作中為了要繁衍後代子孫而沉睡在時空冷凍艙並來到地球，同時遵照祖先立下的「醒來後與沉睡期間親吻她的男人結婚」的規定，但在終太郎要親吻時被阿當搶先一步，醒來後誤以為是終太郎親了她。
- 溫泉老師（温泉マーク）（CV：池水通洋(JP) / 三宅健太 (JP 2022)，周慶樑(HK-ATV-1)、黃子敬(HK-ATV-2)）

嚴格的老師，衣服上都是溫泉的標誌。常與阿當立場對立，進而發生無意義的對抗。
- 花和老師（花和（はなわ））（CV：納谷六朗）

熱心的溫和派老師。
- 水乃小路飛麿（水乃小路 飛麿）（CV：井上和彥→島田敏(JP) / 梶裕貴(JP 2022)、少年：種市桃子 (JP 2022)）

終太郎的敵對家族小開，運動神經遲鈍，還會把棒球吃到肚子裏。從小被了子惡作劇。
- 水乃小路飛鳥（水乃小路 飛鳥）（CV：島本須美(JP) / M·A·O(JP 2022)）

水乃小路飛麿的妹妹，面堂終太郎的未婚妻。擁有巨大的力量，但有男性恐懼症（由諸星當偷襲而引起的）。因為被灌輸“哥哥”是男人中的特殊種類，是安全的男性，所以有嚴重的戀兄情結，唯一不畏懼的男性只有她的哥哥飛麿和被她認為是“哥哥”的終太郎，非常愛慕哥哥飛麿，經常做出跟他一起睡覺和洗澡的變態行為，這讓她的家人很傷腦筋。
- 飛麿的祖父（飛麿の祖父）

水乃小路飛麿的祖父。
- 飛麿與飛鳥的父親（飛麿・飛鳥の父）（CV：二又一成(JP) / 櫻井敏治(JP 2022)）

水乃小路飛麿與水乃小路飛鳥的父親。
- 飛麿與飛鳥的母親（飛麿・飛鳥の母）（CV：梨羽由記子(JP) / 三石琴乃(JP 2022)）

水乃小路飛麿與水乃小路飛鳥的母親。以「強壯高貴、武藝高強，心靈無任何污點的培養」為水乃小路家女孩的家訓。也是通過努力才治好了男性恐懼症。擁有不輸給女兒飛鳥的力量和速度。無論生氣還是吃驚，臉上總是一副笑嘻嘻的表情，審美觀有問題，一直認為丈夫很英俊。
- 星際計程車司機（星間タクシーの運転手）（CV：肝付兼太(JP)）

- 金太郎（星金太郎）（CV：野澤雅子(JP)）

外星育幼園的園童，騎着大熊的小孩。看似呆頭呆腦，卻非常兇。
- 地底王子（地底のプリンス）（CV：千葉繁(JP)）

拉姆相親的新郎候選人之一。專長是挖洞，卻是個方向痴。
- CAO-2（CAO-2）（CV：永井一郎(JP)/玄田哲章（JP 2022））

在行星小學任教200年的教師。
- 大魔神（大魔神）（CV：飯塚昭三(JP)）

- 侵略者（侵略者）（CV：富山敬(JP)）

意圖侵略地球的宇宙人，以接吻將「洗腦液」注入地球人體內。
- 邱比特（キューピッド）（CV：丸山裕子(JP)）

動畫版工作人員表誤標為「邱比」（キューピー）。
- 青鳥（CV：肝付兼太(JP)）

即是“連續幸福魔青鳥”。友引高中遭它攻擊時，宇宙捕快奇魯奇魯和米奇魯來將之逮捕歸案。
- 許願星（願い星）（CV：田之中勇(JP)）

每次允許實現3個願望，滿3個願望即離開地球。
- 菜造爺（菜造じい（さいぞうじい））（CV：北村弘一(JP)/山口勝平（JP 2022））

面堂府僱用的園丁，真實身份是面堂父親的專屬保鏢 ，不過有點老年痴呆。十幾年前在面堂府的土地上開始做電氣蔬菜的實驗，但半開發後放棄的電氣蔬菜異常生長，結果在面堂府的後院長出種滿電氣蔬菜的電氣密林。他唯一的孫子真吾就在那段時間失蹤在電氣密林中。
- 真吾（CV：古谷徹(JP)/島崎信長（JP 2022））

面堂府園丁菜造伯的孫子，與面堂等人同齡。十幾年前失蹤，實際上是生活在種滿電氣蔬菜的電氣密林中（面堂家的後院）。擁有吸收電力的特異體質，所以拉姆的電擊對他無效。
- 因幡（CV：鈴置洋孝(JP)/入野自由（JP 2022））

命運製造管理局的小職員，穿着兔子玩偶裝扮的員工制服（穿上它可以任意穿越時空）。性格懦弱，因為迷路暈倒遇到了三宅忍並對她一見鍾情。